# The Lego Batman Movie
The Lego Batman Movie är en datoranimerad superhjältekomedifilm producerad av Warner Animation Group och DC Entertainment. Filmen är regisserad av Chris McKay och skriven av Seth Grahame-Smith, Chris McKenna, Erik Sommers, Jared Stern och John Whittington. Det är en spinoff till Lego filmen från 2014, och som handlar om superhjälten Batman. Phil Lord och Christopher Miller, författarna och regissörerna bakom Lego filmen, tjänade som producenter. Filmens karaktärer röstas av bl.a. Will Arnett, Zach Galifianakis, Michael Cera, Rosario Dawson och Ralph Fiennes.
Filmen hade premiär i Dublin i Irland den 29 januari 2017, och den 10 februari 2017 i USA och Sverige.

## Handling
Det är stora förändringar på gång i Gotham och om Batman vill rädda staden från att bli övertagen av Jokern måste han nog sluta med den ensamma-hjälten-grejen och lära sig samarbete. Och kanske, men bara kanske, kan han lära sig att slappna av lite ibland.

## Soundtrack
Filmens soundtrack, The Lego Batman Movie: Original Motion Picture Soundtrack, släpptes den 3 februari 2017 genom WaterTower Music.

## Rollista

### Engelska originalröster
- Will Arnett – Bruce Wayne / Batman
- Zach Galifianakis – The Joker[5]
- Michael Cera – Dick Grayson / Robin[6]
- Rosario Dawson – Barbara Gordon / Batgirl[7]
- Ralph Fiennes – Alfred Pennyworth[8]
- Mariah Carey – Borgmästare McCaskill[9][10]
- Jenny Slate – Dr. Harleen Quinzel / Harley Quinn[11]
- Susan Bennett – Batcomputer (krediterad som Siri)
- Billy Dee Williams – Harvey Dent / Two-Face[12][13]
- Héctor Elizondo – Kommissarie James Gordon[14]
- Conan O'Brien – Edward Nygma / The Riddler[15]
- Jason Mantzoukas – Dr. Jonathan Crane / Scarecrow[15]
- Doug Benson – Bane[15]
- Zoë Kravitz – Selina Kyle / Catwoman[15]
- Kate Micucci – Basil Karlo / Clayface[15]
- Riki Lindhome – Dr. Pamela Isley / Poison Ivy[15]
- Channing Tatum – Clark Kent / Superman[15]
- Jonah Hill – Hal Jordan / Green Lantern[15]
- Adam DeVine – Barry Allen / The Flash[15]
- Eddie Izzard – Lord Voldemort[16]
- Seth Green – King Kong[16]
- Jemaine Clement – Sauron[16]
- Ellie Kemper – Phyllis[16]
- David Burrows – Programledare Phil
- Laura Kightlinger – Reporter Pippa
- Brian Musburger – Reporter #1
- Ralph Garman – Reporter #2
- Chris Hardwick – Reporter #3[17]
- Todd Hansen – Kapten Dale
- Chris McKay – Pilot Bill

### Svenska röster
- Adam Fietz – Bruce Wayne/Batman
- Christian Hedlund – Dick Grayson/Robin
- Cecilia Wrangel – Barbara Gordon/Batgirl
- Jonas Kruse – Jokern
- Jan Modin – Alfred Pennyworth
- Charlotte Ardai Jennefors – Batgrottan (Bat Dator), Borgmästare
- Lisa Stadell – Lilian, Den elaka häxan från väst
- Hans Jonsson – Voldemort
- Ester Sjögren – Harley Quinn
- Johan Hedenberg – Saurons öga, Dracula
- Jakob Stadell – Velociraptor
- Per Eggers – Gordon, Kraken
- Anders Byström – Hajen
- Fredrik Hiller – Clark Kent/Superman, Mumie
- Anna Sophocleous – Catwoman
- Jörn Savér – Barry Allen/The Flash, Bane
- Mikael Regenholz – Lagunvarelse
- Jennie Jahns – O'Hara
- Patrik Grönlund – King Kong
- Christopher Carlqvist – Gåtan
- Jonas Jakobsen – Two-face

- Övriga röster – Anna Gyllenberg, Kim Stålnacke, Lasse Svensson, Mimmi Olsen, Oskar Svensson, Tobias Derwinger & Ludvig Turner
- Dialogregissör, inspelningstekniker och mixtekniker – Hasse Jonsson
- Översättare – Anoo Bhagavan
- Sånginstruktör och -mix – Mikael Regenholz
- Projektledare – Anna Sophocleous[18]